# 1 E15 m²
Za lažje predstavljanje različnih velikosti površin je tu seznam površin med 1 milijardo in 10 milijardami km². Glejte tudi področja drugih redov velikosti.
- površine, manjše od 1 milijarde km²
- 1,7 milijarde km² -- skupna trdna površina Osončja, ki je potencialno (čeprav zelo pogojno) primerna za človeško poselitev
- 7,7 milijarde km² -- Neptun
- 8,1 milijarde km² -- Uran
- površine, večje od 10 milijard km²